# Kryolith Mine og Handels Selskabet
Kryolith Mine og Handels Selskabet A/S var en dansk virksomhed, stiftet 7. august 1865 til overtagelse af driften af kryolitminerne i Grønland. Kryolitbrydningen var begyndt i 1856, efter at professor Julius Thomsen (1826-1909) i 1853 havde påvist kryolitens anvendelighed i den kemiske industri. Til direktører i selskabet valgtes professor Julius Thomsen og grosserer S.W. Isberg.
Direktion i 1950: Baron Otto Lerche (1873-1953) og C.F. Lerche (1883-1962).
Udnyttelsen af kryolitminernes produktion var overladt til Øresund's chemiske Fabriker indtil d. 1. januar 1940, da såvel denne som driften af kryolitminerne blev overdraget til "Kryolitselskabet Øresund A/S" (se artiklen Øresund's chemiske Fabriker). Firmaet havde samme adresse som fabrikken: Østbanegade 121. Det ophørte sammen med fabrikken i 1980'erne. 1992 fusionerede det med Incentive A/S, der gik konkurs 2004.